# Westringia crassifolia
Westringia crassifolia là một loài thực vật có hoa trong họ Hoa môi. Loài này được N.A.Wakef. miêu tả khoa học đầu tiên năm 1957.